# 脇方駅
脇方駅（わきかたえき）は、北海道虻田郡京極町字脇方に所在した日本国有鉄道（国鉄）胆振線の駅（廃駅）である。事務管理コードは▲131931。

## 歴史

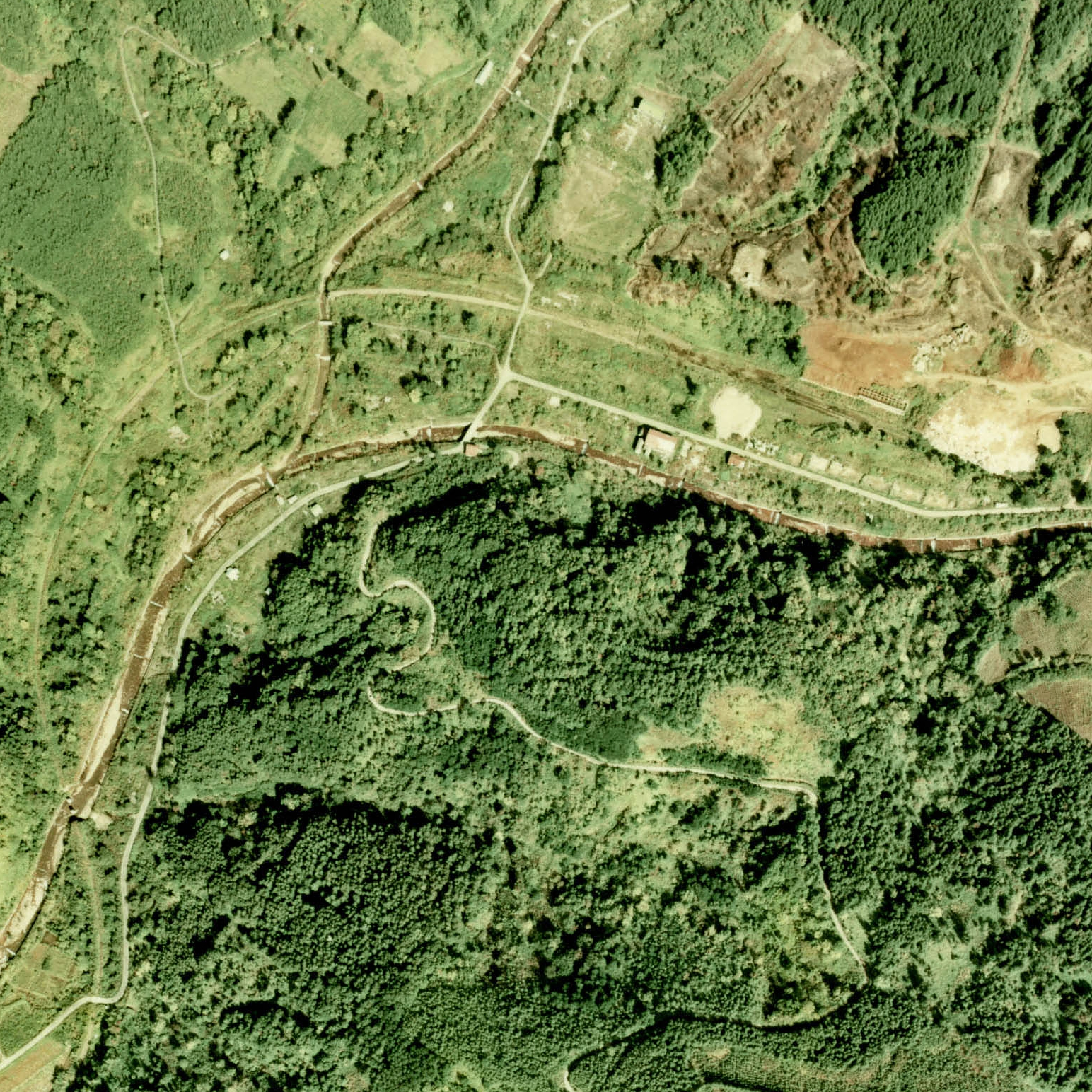
1976年の脇方駅跡と周囲約1 km範囲。左下が京極方面。駅は写真中央より少し右上にあった。廃線となって6年後の姿で、まだ軌道跡が明瞭に認められる。

国有鉄道京極軽便線の終着駅として開業した駅で、日鉄鉱業倶知安鉱山から産出する鉄鉱石（褐鉄鉱）の輸送のために設置された駅である。戦時中は特需産業として鉄道の需要も増え、戦後になってからも乗車人員が年間6万人、貨物輸送量も6万t前後の好況が続いた。最盛期には3000人以上が住んでいた。
しかし、1962年（昭和37年）頃から資源が減少し、1969年（昭和44年）に倶知安鉱山が閉山すると輸送量は客貨ともに激減し、1970年（昭和45年）に廃駅となった。末期は1日5往復の運行、駅員は3人だった。鉱山の閉山に伴い、郵便局は廃局、小中学校も廃校となり、廃駅時には5戸8人の農家が残っていた。

### 年表
- 1920年（大正9年）7月15日：京極軽便線京極 - 当駅間開通により開業（一般駅）[1][4]。
- 1922年（大正11年）9月2日：京極線に改称。
- 1940年（昭和15年）：同年冬に流雪溝を設置[5]。
  - 当駅はワッカタサップ川と白井川に挟まれた中段にあるため、流雪溝の設置に適していた。これは北海道内でもかなり初期の設置であり、除雪に必要な人足が大幅に縮減された[5]。
- 1944年（昭和19年）7月1日：胆振線に編入。
- 1948年（昭和23年）5月16日：脇方大火により類焼。駅舎、機関庫、官舎等焼失[6]。
- 1949年（昭和24年）2月：駅舎等新築竣工[6]。
- 1969年（昭和44年）10月31日：日鉄鉱業倶知安鉱山が閉山[7]。
- 1970年（昭和45年）11月1日：廃止[3][1][4]。

### 駅名の由来
地名より。同地を流れるワッカタサップ川のアイヌ語名「ワッカタサㇷ゚（wakka-ta-sap）」の上半部に字をあてたものである。
「ワッカタサㇷ゚（wakka-ta-sap）」の語義は「水を・汲みに・下る処」とされているが、これについてアイヌ語研究者の山田秀三は「サㇷ゚（sap）」が「サン（san）」（出る・下る）の複数形であることを踏まえ、「水が・そこで・ごちゃごちゃ流れ出る」の意ではないかと推測している。

## 駅周辺
- 北海道道784号黒橋京極線

## 隣の駅
日本国有鉄道
胆振線（脇方支線）
京極駅 - 脇方駅